# Vlag van Kansas
De vlag van Kansas bestaat uit een blauw veld met daarop het staatszegel, afgebeeld onder een zonnebloem met daarboven de naam van Kansas in hoofdletters. De zonnebloem, de staatsbloem, staat op een blauw-gouden balk, die de Louisiana Purchase symboliseert.
Het zegel van Kansas ademt de sfeer van het tijdperk van de pioniers die vanuit het oosten van de Verenigde Staten steeds verder westwaarts trokken om gebieden te bevolken. Het zegel toont een landschap met een opkomende zon (die het oosten symboliseert), een stoomboot op de rivier (handel), een konvooi dat westwaarts trekt, een pionierswoning, een man die het land bewerkt en indianen die op bizons jagen. De 34 sterren boven in het zegel symboliseren dat Kansas als 34ste staat tot de Verenigde Staten toetrad. Boven in het zegel staat het motto van Kansas: Ad Astra per Aspera ("Naar de sterren door moeilijkheden").
De vlag van Kansas werd ontworpen in 1925 en officieel vastgesteld in 1927. In 1961 werd de vlag aangepast door de naam van de staat in gouden letters onder het zegel te plaatsen.

Vlag van Kansas (1927-1961)